# Братська могила радянських воїнів (Андріяшівка)
Братська могила радянських воїнів — пам'ятка історії місцевого значення, що знаходиться у с. Андріяшівка Бердичівського району Житомирської області, охоронний номер 1461. 

## Історія та опис пам'ятки
Пам'ятка знаходиться на північно – західній  околиці  села, західна частина  сільського   кладовища.
Поховані 34 воїни 71-ї  і 117-ї гвардійської стрілецьких дивізій , які  загинули в боях 8-9 січня 1944 року під час визволення села від фашистських окупантів. 
В 1961 році на могилі встановлено бетонну  скульптуру скорботного воїна на  постаменті з оцементованої  цегли. В 1981 р. по обидва  боки від скульптури покладено 2 бетонні плити з  іменами воїнів – визволителів. Висота  скульптури - 2,2 м. 
В 2013  році аварійну  скульптуру замінено на стелу з габро та меморіальні плити з іменами воїнів - визволителів. 
Могила - у вигляді земляного насипу прямокутної форми. Огорожа – ланцюгова, на металевих стовпчиках. Могила  обкладена бетонним бордюром.
Текст напису на стелі:  – «1941 – 1945», «Вічна слава героям»  та викарбувана  п’ятикутна зірка, на плиті ліворуч  – «Вони загинули визволяючи с. Андріяшівку» далі – імена воїнів – визволителів, на плиті  праворуч – продовження імен воїнів – визволителів. 